# Katherine Swift
Katherine Swift (Dublin, República da Irlanda, 1956 - Silves, Portugal, 2004), também conhecida simplesmente por Kate Swift, foi uma pintora, ilustradora e ceramista irlandesa, naturalizada portuguesa.

## Biografia
Nascida em Dublin, República da Irlanda, em 1956, Katherine Swift era filha do pintor Patrick Swift (1927-1983) e de Oonagh Ryan, ambos cidadãos de nacionalidade irlandesa. Pelo lado materno, era irmã mais nova da atriz Ania Guédroïtz, filha do primeiro casamento de sua mãe com o príncipe exilado e professor de literatura russa Alexis Guédroïtz, e ainda sobrinha de John Ryan (1925-1992), artista e escritor irlandês, e de Kathleen Ryan (1922-1985), atriz de cinema.
Revelando ter um talento inato para as artes e inserida no meio artístico e boémio da capital irlandesa, viveu os primeiros anos da sua vida com a sua família entre Dublin, Londres e a região do Algarve, no sul de Portugal, onde passava as suas férias de Verão. Durante a sua adolescência, frequentou um colégio de regime interno em Inglaterra e, mais tarde, tornou-se pupila do seu pai que sempre a encorajou a seguir uma carreira artística na pintura, acabando por frequentar mais tarde o curso de Belas Artes em Lisboa e Londres, antes de se mudar para o Algarve definitivamente em 1982, quando o seu pai foi diagnosticado com um tumor cerebral e após ter recebido a nacionalidade portuguesa.
Ao longo da sua vida, Kate Swift, nome pelo qual assinava as suas obras, pintou inúmeros retratos, como o do poeta David Wright, e diversas paisagens marítimas e campestres, claramente inspiradas na região algarvia, assim como criou centenas de peças de cerâmica, desde vasos, serviços de mesa e painéis de azulejos, todos peças únicas moldadas e pintadas à mão, e ilustrou vários livros, incluindo um guia de restaurantes portugueses, entre outras obras publicadas. Tendo trabalhado e explorado com diferentes materiais e formatos, tais como tinta a óleo, tinta acrílica, tinta da china, aguarela e cerâmica, nos anos 90 obteve a reputação internacional de ser uma exímia pintora de cerâmica, após ter participado em dezenas de exposições a título individual e colectivo no Reino Unido e em Portugal. Ficou sobretudo conhecida por representar várias obras de forte inspiração nas iluminuras medievais ou ainda nos símbolos pictóricos da arte celta, islâmica e ibérica ao mesmo tempo que os combinava com motivos e técnicas modernas.
Faleceu em Silves, em 2004, vítima de cancro.

## Cerâmica
Porches Pottery
Fundada pelo seu pai, a Porches Pottery, ou ainda Olaria de Porches, no Algarve, tornou-se numa das principais inspirações para o trabalho artístico em cerâmica de Katherine Swift, tendo esta realizado as suas primeiras obras no mesmo atelier ainda em criança. Tomando as rédeas e a gestão do negócio, após a morte de Patrick Swift em 1983, a artista prosseguiu com a produção de obras criadas e pintadas à mão, criando o Estúdio Cynette, onde se concentrou sobretudo na pintura de fluxo livre de painéis de azulejos e nos cursos de formação de novos decoradores e artesãos de cerâmica na região.
Estúdio Destra
No final da década de 1980, Katherine Swift fundou a oficina e atelier de cerâmica Estúdio Destra, com o ceramista Roger Metcalfe. Localizado numa antiga casa judaica do século XVI, em Silves, o edifício é um dos raros exemplos arquitectónicos que sobreviveu aos efeitos do terramoto de 1775 na localidade algarvia.
Especializando-se uma vez mais na pintura de painéis de azulejos e influenciada por motivos islâmicos, ricamente presentes na arte e na arquitectura no concelho de Silves, o seu estúdio ganhou fama e renome no país e além fronteiras, tendo sido realizado pela RTP um documentário e publicados vários artigos em livros e revistas de turismo sobre o mesmo.
Após a morte de Katherine Swift, e em memória desta, a joalheira portuguesa Catarina Lopes decidiu reerguer o estúdio de cerâmica, que se encontrava em mau estado e a atravessar dificuldades financeiras, tendo sido realizadas várias obras de restauro no edifício e reaberto em novembro de 2013.